# William Light

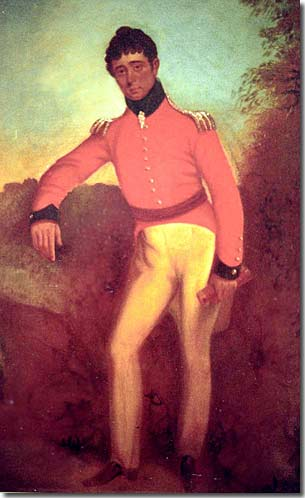
William Light (Selbstporträt, circa 1815)

William Light (* 27. April 1786 in Kuala Kedah; † 6. Oktober 1839 in Adelaide) war ein britischer Offizier, Entdecker, Maler und der erste General-Landvermesser von South Australia. Er bestimmte den Ort und das Layout der Straßen der Hauptstadt Adelaide.

## Leben und Werk

Sicilian Scenery, 1823

Light wurde im siamesischen Kuala Kedah (heute Malaysia) als Sohn von Francis Light, dem Gründer der britischen Kolonie Penang, und Martina Rozells geboren. Bis zum Alter von sechs wuchs er in Penang auf, danach wurde er zur weiteren Erziehung nach Theberton in Suffolk, England, geschickt.
Im Alter von 13 Jahren verpflichtete Light sich freiwillig für zwei Jahre bei der Royal Navy. Danach reiste er durch Europa und Indien, bevor er 1808 als Cornet des 4th Regiment of Dragoons in die British Army eintrat. 1809 zum Lieutenant befördert, nahm er von 1809 bis 1814 in Spanien an den Napoleonischen Kriegen auf der Iberischen Halbinsel teil. Dabei freundete er sich während der Belagerung von Badajoz mit General Graham an. Nach dem Kriegseinsatz war er in England stationiert und wechselte 1814 als Captain zum 3rd Regiment of Foot anschließend als Brevet-Major zum 28th Regiment of Foot und 1818 zum 13th Regiment of Foot. Light schied 1821 aus dem Militärdienst aus und heiratete am 29. Mai 1821 E. Perois aus Londonderry, wo er zuletzt stationiert war.

William Light, Sicilian Scenery, 1823

Nach zwei Jahren kehrte Light nach Spanien zurück, um auf Seiten der revolutionären Kräfte gegen die Französische Invasion zu kämpfen. Er erhielt den Rang eines Lieutenant-Colonel, wurde aber bei der Verteidigung von A Coruña schwer verletzt. Er wurde schließlich in den Rang eines Colonel befördert. Nach seiner Rückkehr nach England heiratete er am 16. Oktober 1824 die zwanzigjährige Mary Bennet, eine uneheliche Tochter des 3. Duke of Richmond. Zum Verbleib seiner ersten Frau existieren keine Informationen, vermutlich war sie gestorben. Die nächsten sechs Jahre reisten beide durch Europa, insbesondere Frankreich und Italien. Auf der von Light gekauften Yacht Gulnare segelten sie über das Mittelmeer. Aus dieser Zeit sind einige der besten Gemälde und Zeichnungen des Briten.
Zwischen 1830 und 1835 half Light Muhammad Ali Pascha, dem Gründer des modernen Ägyptens, eine eigene Marine aufzubauen. Hierbei traf er John Hindmarsh, mit dem er zusammen für den Pascha Truppen und Ausrüstung nach Syrien schiffte. Light ließ sich 1832 von seiner Frau scheiden. Nachdem Hindmarsh zum Gouverneur von South Australia ernannt worden war, schlug er Light als Surveyor-General (Oberster Landvermesser) vor. Light verließ das Vereinigte Königreich am 1. Mai 1836 mit der Rapid und erreichte Australien am 20. August 1836.
Light wählte für die Hauptstadt Adelaide einen Standort etwa 10 km landeinwärts am River Torrens aus und entwarf den Grundriss der Stadt. Er plante die Stadt mit breiten Straßen im Schachbrettmuster und großzügigen Parkanlagen. Die Hauptstraßen verliefen von Ost nach West, um die Sandstürme aus dem Norden zu vermeiden. Durch den Fluss und die nahen Adelaide Hills sollte eine ausreichende Süßwasserversorgung sichergestellt werden. Aus diesen Gründen hatte Light andere Vorschläge des Gouverneurs und der britischen Krone, wie die Känguru-Insel, Port Lincoln und Holdfast Bay abgelehnt.
Bei weiteren Erkundungen ins Landesinnere erforschte Light das Barossa Valley. Kurz danach gab er 1838 seine Position als Surveyor-General auf, da er es ablehnte ungenauere Vermessungsmethoden bei der Erkundung zu verwenden, und gründete ein eigenes Unternehmen. Bei einem Brand im Land and Survey Office im Januar 1839 wurden viele von Lights Tagebüchern, Papieren und Zeichnungen vernichtet.
Light sprach mehrere Sprachen und war Maler. Viele seiner Zeichnungen wurden 1823 und 1828 in London veröffentlicht. Einiger seiner Werke sind in der Kunstgalerie von South Australia ausgestellt.
Light starb am 6. Oktober 1839 an Tuberkulose. Er wurde an dem Light Square in Adelaide begraben. Eine erste Gedenkstätte wurde 1843 geschaffen, musste aber 1905 ersetzt werden.

## Ehrungen
- 1995 Australien: 5 Doller Silbergedenkmünze mit seinem Bildnis und dem Stadtplan von Adelaide. 925er Silber, 39 mm, 35,79 g, Münzstätte Canberra, Auflage: 14.000 Stück